# Озёрная школа

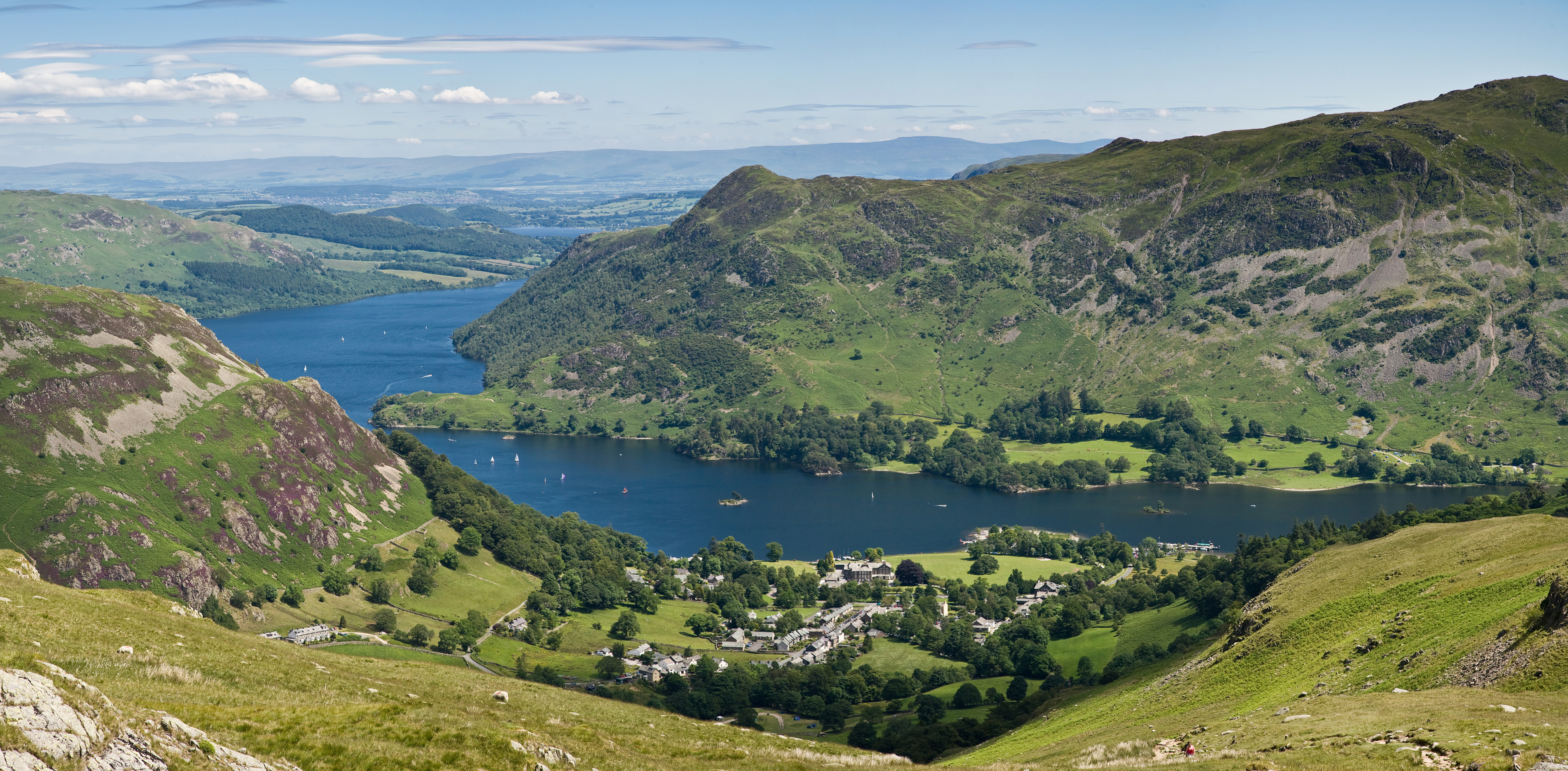
Пейзаж озёрной Камбрии

«Озёрная школа» (англ. Lake Poets) — условное наименование группы английских поэтов-романтиков конца XVIII — первой половины XIX века, названной так по Озёрному краю — месту деятельности её важнейших представителей: Уильяма Вордсворта, Сэмюэла Кольриджа и Роберта Саути. Другое название этой троицы — лейкисты, от англ. lake — «озеро».
Сочинённый Вордсвортом и Кольриджем под влиянием немецких романтиков в 1798 году сборник «Лирические баллады» прозвучал протестом против классицизма XVIII века с его риторической напыщенностью. Отвергнув рационалистические идеалы Просвещения, Кольридж и Вордсворт противопоставили им веру в иррациональное, в традиционные христианские ценности, в идеализированное средневековое прошлое.
По замечанию энциклопедического словаря Брокгауза и Ефрона, Вордсворт и друзья его, бывшие в молодости рьяными республиканцами и приверженцами французской революции, делаются на «озёрах» строгими консерваторами. Образовав тесный дружеский кружок, они воспевают на берегах озёр северной Англии чарующую прелесть безыскусственной жизни на лоне живописной природы.

## Условность термина
«Озёрными поэтами» в насмешку прозвал в 1807 году т. н. кружок Вордсворта журнал Edinburgh Review. Его авторы не принимали эстетику романтизма, квинтэссенцией которой считали поэзию Вордсворта. Этот ярлык прижился в викторианскую эпоху, несмотря на протесты всех трёх основных «лейкистов», обращавших внимание на то, что в их поэтике больше различного, чем общего.
В современном англоязычном литературоведении Вордсворта, Кольриджа и Уильяма Блейка принято называть «романтиками старшего поколения», в то время как к младшему поколению романтиков относят таких поэтов, как лорд Байрон, П. Б. Шелли и Джон Китс.

## Особенности творчества
Лейкисты в своих произведениях выходили за устоявшиеся литературные нормы, отрицали помпезность и строгость классицизма. Вместо описания грандиозных подвигов великих исторических личностей и масштабных событий, они обратились к теме жизни простых людей, даже крестьян, а также к мистицизму. Их внимание было обращено уже не на внешние действия человека, а на его внутренние переживания и трансформации. В этом аспекте они стояли у истоков английского романтизма.
В своём отрицании норм классицизма поэты-лейкисты дошли и до самого языка, использовавшегося в поэзии. Стремясь максимально приблизиться к обычной жизни, они отказались от возвышенной лексики, обильно снабжая свои произведения просторечиями и элементами фольклора.